# Polina Mendeléef
 (février 2024).
Si vous disposez d'ouvrages ou d'articles de référence ou si vous connaissez des sites web de qualité traitant du thème abordé ici, merci de compléter l'article en donnant les références utiles à sa vérifiabilité et en les liant à la section « Notes et références ».
Polina Mendeléef, née à Kazan (Russie) le 25 décembre 1888 et décédée le 19 mai 1958, est une bactériologiste belge. Elle est la fille du chimiste russe Dmitri Mendeleïev qui élabora la classification périodique des éléments chimiques.

## Biographie
Polina Mendeléef, est née à Kazan (Russie) le 25 décembre 1888. Elle fait ses études à l'Université de Guerye à Moscou où elle prend part à une révolte intellectuelle contre le régime tsariste (1906). En 1907, contrainte à l'exil, elle s'installe en Allemagne où elle décrochera son doctorat en zoologie à l'Université de Fribourg-en-Brisgau en 1913. Lorsque la guerre éclate, en 1914, Polina Mendeléef est en France, à Paris. Elle sera chef du laboratoire de bactériologie de l'hôpital de Saint-Quentin. Après la guerre, elle s'installe en Belgique et travaille pour la faculté des sciences au sein de l'institut de physiologie de l'Université libre de Bruxelles (ULB). En 1926, ses travaux s'orientent résolument vers la cancérologie. Elle acquiert à cette époque la nationalité belge. En 1932, elle est nommée chef de travaux en faculté de médecine à l'U.L.B. En 1935, elle travaille au laboratoire d'anatomo-pathologie. Enfin, en 1945, elle est statutaire en faculté de médecine. Polina Mendeléef décède le 19 mai 1958.